# Romance of the Three Kingdoms XIII

Romance dos Três Reinos XIII, também conhecido como Sangokushi 13 (三國志13), é o 13º título da série Romance of the Three Kingdomss (Sangokushi) jogo de estratégia da Koei. Ele foi lançado em 28 de janeiro de 2016, para  PlayStation 3, PlayStation 4, Xbox One e PC no Japão.
Embora possa ser importado ou adquirido no PC em todo o mundo, não estava disponível inicialmente em inglês como a edição anterior. No entanto, como parte do 30º Aniversário da série, uma versão localizada do jogo foi lançada para PlayStation 4 e PC em julho de 2016.
A 13 de janeiro de 2017 a Koei anunciou que iria lançar Romance of the Three Kingdoms XIII para Nintendo Switch durante o mês de março no Japão.

## Recepção
O jogo recebeu uma pontuação de 36 em 40 pela revista Famitsu.